# Ralf Finke

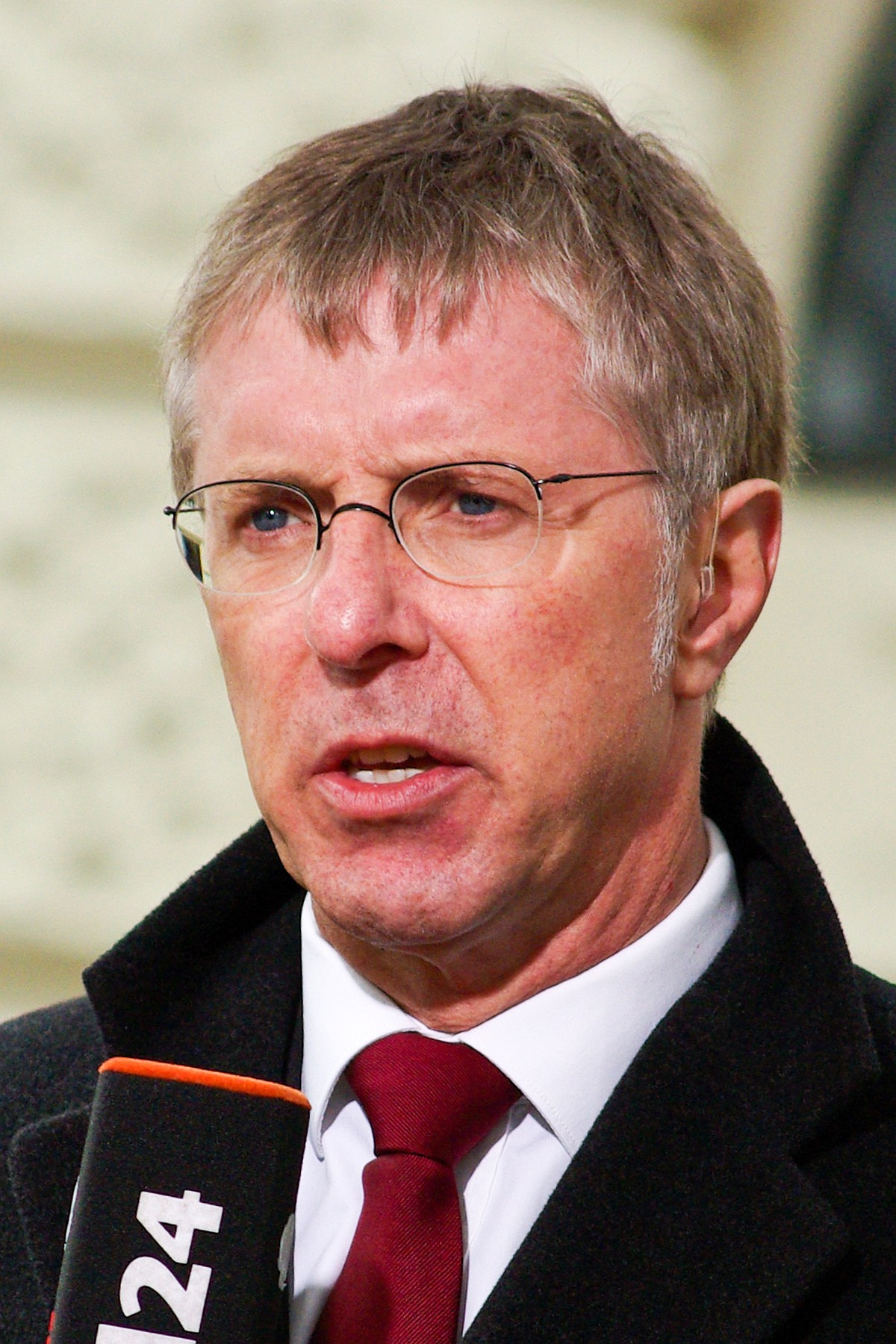
Ralf Finke

Ralf Finke (* 1960 in Schwerte) ist ein deutscher Journalist und Autor.

## Leben
Finke arbeitete nach der mittleren Reife zunächst als Bankkaufmann. Nach dem Abitur studierte Ralf Finke Journalistik (Dipl.), Geschichte und Sport an der Universität Dortmund. Zeitgleich arbeitete er für den WDR in Dortmund.
Sein Volontariat absolvierte Finke beim WDR in Köln, u. a. in den Redaktionen Aktuelle Stunde, Monitor und Kultur-Feature. Anschließend feste freie Mitarbeit beim WDR in den Redaktionen ZAK, Kultur und Regionales. Zu dieser Zeit schrieb Finke für die Frankfurter Rundschau und das Fußball-Fachmagazin Hattrick.
1997 wechselte Finke zu Focus TV nach München. Für diese Redaktion Kriegs- und Kriseneinsätze im Balkan-Krieg und in Afrika sowie Berichterstattung aus Amerika und Asien.
2000 erfolgte dann der Wechsel zu Sat.1 nach Berlin. Nach einem kurzen Intermezzo als stellvertretender Leiter der Sat.1-Parlamentsredaktion war Ralf Finke ab 2001 Sonderkorrespondent der ProSiebenSat.1 Media AG. Er berichtete für die ehemals vier Sender der Gruppe (ProSieben, Sat.1, kabel eins und N24) aus zahlreichen Kriegs- und Krisengebieten: Äthiopien, Mosambik, Afghanistan, Pakistan, Thailand, dem Nahen Osten und aus dem Kaukasus.
Ralf Finke verantwortete außerdem die Berichterstattung der Sendergruppe bei Großereignissen wie z. B. zum Tod Johannes Paul II. und zur Wahl von Benedikt XVI. oder zur Präsidentenwahl in Russland.
2010 wechselte Finke zur Probono Fernsehproduktion Köln/Berlin und war dort Redaktionsleiter des wöchentlichen Polittalks "2+Leif". Von September 2011 bis März 2019 leitete er die Stabsstelle Kommunikation und Protokoll und war Pressesprecher der Stadt Weimar. In den Jahren 2012 bis 2014 unterrichtete Finke als Lehrbeauftragter an der Fakultät Medien der Bauhaus-Universität Weimar. Seit April 2019 ist Ralf Finke für die Presse- und Öffentlichkeitsarbeit des Jugend-, Kultur- und Bildungszentrums Volkshochschule/mon ami in Weimar zuständig, seit 2021 zusätzlich für Sonderprojekte Politische Bildung.

## Werke
- Mörderische Entscheidung – Umschalten erwünscht, Dortmund 1992
- Unter weinenden Himmeln – Ein Reportertagebuch aus Afghanistan, Berlin 2002
- Man sieht sich immer zweimal im Leben. In: J. Meyer-Burckhardt, E. Holst: Die Worte meines Lebens, Berlin 2007
- In Sport hatte ich 'ne 5 – Schwerter Sportler erzählen, Schwerte-Köln-Berlin 2009
- Zeitzeugengespräch: Kann Kunst Mauern einreißen?, In: Andreas Braune, Michael Dreyer et al.: Umbrüche. Festivalband zum 6. Weimarer Rendez-vous mit der Geschichte, Weimar 2015
- Wir wollen mehr Demokratie wagen. Die Volkshochschule im wiedervereinigten Deutschland 1990 - 2019, In: 100 Jahre Volkshochschule Weimar – Bildung im Wandel, Weimar 2019
- "Strategien entlarven, statt ihnen auf den Leim zu gehen", Die Weimarer Erklärung für demokratische Bildungsarbeit, In: dis.kurs, Das Magazin der Volkshochschulen, 1/20, Seite 19 - 21, Bonn 2020
- Jecheskiel David Kirszenbaum – Karikaturen eines Bauhäuslers zur Weimarer Republik. Weimar 2021[1]